# Brylantowanie
Brylantowanie – technika zdobienia przedmiotów metalowych, w tym również broni i uzbrojenia ochronnego, polegająca na trybowaniu bądź wycinaniu całej powierzchni lub tylko krawędzi danego przedmiotu w piramidki albo we wgłębienia podobne do szlifu kamieni szlachetnych.